# Zétényi–Takács-féle igazságtételi törvényjavaslat
A Zétényi–Takács-féle igazságtételi törvényjavaslat, elfogadása után Zétényi–Takács-féle elévülési törvény, a közbeszédben „lex Zétényi” szövegét Zétényi Zsolt országgyűlési képviselő szerkesztette, s a tervezetet az általa társelőterjesztőnek felkért dr. Takács Péterrel együtt nyújtotta be a magyar országgyűlésnek. A törvényt 1991. november 4-én csaknem kétharmados többséggel fogadta el a rendszerváltás utáni első, szabadon választott Országgyűlés. Elfogadása után lex Zétényi néven tartották számon.
A törvény lehetőséget adott volna az 1944. december 21. (Ideiglenes Nemzetgyűlés) és 1990. május 2. (a szabadon választott Parlament első ülésnapja) között elkövetett emberölések, halált okozó testi sértések és hazaárulások ügyében, hogy az elévülés újra kezdődjék, azon esetekben, amelyeket a proletárdiktatúra rendszere nem torolt meg. A törvény alapelve az volt, hogy az igazságszolgáltatás részleges szüneteltetése miatt, a pártállam érdekében elkövetett vagy általa eltűrt bűncselekmények üldözésének tudatos mellőzése időszakában nyugodott, nem telt el az elévülés. A törvény az elkövetésük idején bűncselekménynek minősülő legsúlyosabb cselekmények miatt tette volna lehetővé a felelősségre vonást. Az alkotmánybíróság által alkotmányellenesen megsemmisített törvény alapelvét elfogadta Magyarország 2011. évi Alaptörvénye, amely ugyancsak a büntetőjogi elévülés nyugvásaként határozta meg  a pártállami időmúlást, mint a bűnüldözés politikai okból való mellőzésének időszakát, ezzel megalapozva a „lex Biszku” elfogadását és hatályba léptetését.

## A törvény szövege
1991. évi 	 törvény
az 1944. december 21-e és 1990. május 2-a között elkövetett és politikai okokból nem üldözött súlyos bűncselekmények üldözhetőségéről

### 1. §
1990. május 2-án ismét elkezdődik az 1944. december 21-e és 1990. május 2-a között elkövetett és az elkövetéskor hatályos törvényekben meghatározott azon bűncselekmények büntethetőségének az elévülése, amelyeket az 1978. évi IV. tv. 144. § (2) bekezdése hazaárulásként, 166. § (1) és (2) bekezdése szándékos emberölésként, 170. § (5) bekezdése halált okozó testi sértésként határoz meg, ha az állam politikai okokból nem érvényesítette büntetőigényét.
Korlátlanul enyhíthető az (1) bekezdés alkalmazásával kiszabott büntetés.

### 2. §
Ez a törvény a kihirdetése napján lép hatályba.
Göncz Árpád,	Szabad György,
a Köztársaság elnöke	az Országgyűlés elnöke

## Története
A kommunista rendszer politikai bűneinek megtorolhatóságáról a rendszerváltás utáni első szabad választások óta folyó parlamenti és közéleti vitába belépve Zétényi Zsolt és Takács Péter MDF-es képviselők 1991. május elején nyújtották be a Parlamentben a törvényjavaslatot, ami országos visszhangot váltott ki.  A javaslatot a kormánypárti többség fél évvel később, november 4-én az ellenzék egy részének heves tiltakozása, más részének tartózkodása mellett, név szerinti szavazással elfogadta.
A törvényjavaslat célja azon bűncselekmények utólagos üldözése volt, amelyeket annak idején (dátum szerint 1944. december 21-e és 1990. május 2-a között) a hatalmon lévő kommunista vagy kommunista befolyás alatt álló politikai rendszer nem torolt meg, hiszen azokat maga követte el, illetve kezdeményezte. A jogszabálytervezet indoklása kimondta, hogy ebben az időszakban a bűnüldözést „jogon kívüli politikai megfontolások” vezérelték, így még az akkor érvényes jogelvek szerint bűnös cselekmények is megtorlás nélkül maradtak – ha pedig nem voltak bűnösnek minősítve, az is csak a fennálló hatalom politikai érdekei miatt volt így. A javaslat készítői szerint nem lehet elévülésről beszélni, hiszen a szóban forgó bűncselekmények felderítése, illetve hatósági üldözése meg sem kezdődött; a rendszerváltás előtt tehát a bűnüldözéssel megegyező módon az elévülés is „nyugvó” állapotban volt. A törvény szövege úgy fogalmaz: „az új Országgyűlést nem a bosszú és a megtorlás, hanem a törvényesség és az igazságtétel szelleme vezeti”. Ebből következően csak a legsúlyosabb bűnök megtorlására kell lehetőséget adni (ebbe az emberölés mellett a szöveg a „hűtlenséget” és a „hazaárulást” is beleértette, melyek megítélése azonban az Alkotmánybíróság szerint is rendszer-specifikus), továbbá a cél inkább a bűnösök megnevezése volt, mintsem a tényleges büntetés. A tényleges büntetést a törvény alapján korlátlanul enyhíthető lett volna, egészen a megkegyelmezésig. Maga Zétényi Zsolt is, mint egy interjúban kifejtette, elsősorban leleplező funkciót szánt a törvénynek („a lényeg a bűnök megnevezése és megmérettetése”).
Göncz Árpád akkori köztársasági elnök előzetes alkotmányossági vizsgálatot kezdeményezett, melynek eredményeként a Sólyom László vezette Alkotmánybíróság 11/1992-es határozatában kimondta, hogy a törvényszöveg sérti a jogbiztonság követelményét, mivel indoklása szerint jogsértéssel nem lehet korábbi jogsértést orvosolni, „jogsértéssel nem lehet jogállamot építeni”. „Jogsértés” alatt az elévülés utólagos kiiktatását értette, amivel a törvény a büntető törvénykönyv alapján már elévült bűncselekményeket kívánta újra büntethetővé tenni. Továbbá kimondta, hogy az új alkotmányos berendezkedés létrejöttével sem szűnt meg a jogrendszer folyamatossága, ezért a korábban érvényben volt jogszabályok jogi érvényessége nem vonható kétségbe. A határozat külön kimondta, hogy a hazaárulás bűntettének jogi konstituálása esetén alkotmányellenes a törvényszöveg eljárása, tehát a védelmezendő jogi tárgyban – mármint a haza fogalmában – az 1944 decembere és 1990 májusa között eltelt időszak során többszörösen is végbement változásokat a törvény figyelmen kívül hagyta. Mivel az alkotmányossági vizsgálat előzetes volt, a törvény sohasem léphetett életbe.
A törvényszöveggel szemben jogi aggályok mellett fontos politikai aggályok is felmerültek. Kérdéses volt, hogy az erkölcsi rend helyreállítását célzó lusztrációs törvény nem lesz-e végül a bosszúállás eszköze. Mécs Imre, az SZDSZ vezérszónoka rámutatott, hogy a második világháború után a háborús bűnök megtorlását a magyar társadalom nem megtisztulásként, hanem egy tőle függetlenül végbemenő bosszúhadjáratként, valamint hárítási lehetőségként élte meg. Álláspontja szerint a Zétényi–Takács-törvény is csak arra lett volna jó, hogy bűnbakokat képezzen, és a társadalom ne nézzen szembe azzal, hogyan jutott el a legvidámabb barakkig.

### A Kónya–Pető vita
A törvény elfogadása után az azzal kapcsolatos vitákból a Magyar Televízió egy máig is emlegetett, emlékezetesen indulatos tévévitát hozott össze 1991. november 16-án a Testnevelési Főiskola színháztermében a kormánypárti, azaz MDF-es Kónya Imre és az ellenzéki, SZDSZ-es Pető Iván között. A vita során a közönségben nagy indulatokat gerjesztett, hogy Pető – az új demokratikus állam kialakításának elsődlegességét, és az idő múlását, az előretekintés fontosságát hangoztatva – az igazságtétel ellen foglalt állást. (Pető Ivánról a vita idején még nem derült ki, hogy apja és anyja is az ÁVÓ-nál szolgált.)
Érdekesség, hogy a nevezetes esemény 20. évfordulóján, 2011-ben – ezúttal a Nyílt Társadalom Alapítvány Archívumában – ismét vitaasztalhoz ült a két résztvevő, és egy újabb beszélgetést folytattak az azóta történt eseményekről.

## Második törvénytervezet
Zétényi Zsolt, Csurka István, Zimányi Tibor és mások 1992 szeptemberében hasonló – Zétényi Zsolt által szerkesztett – törvénytervezetet nyújtottak be, amely egy jogi kiskapun keresztül újból megpróbálta a korábban alkotmányellenesnek ítélt „igazságtételt” megvalósítani. Az Országgyűlés 1993. február 16-án ezt is elfogadta. Göncz Árpád itt is kérte a törvény előzetes alkotmányossági vizsgálatát, 1993. június 30-án pedig az Alkotmánybíróság – ezúttal különvéleménnyel – ebben az esetben is  helyt adott az alkotmányossági aggálynak (53/1993-as határozat).

## Gulyás Gergely tervezete
A második Orbán-kormány hivatali ideje alatt Gulyás Gergely fideszes képviselő az 1968-as New York-i egyezményre és az emberiesség elleni bűncselekmények elévülhetetlenségére hivatkozva „lex Biszku” gúnynévvel ellátott törvényjavaslatában próbálta az 1956-os forradalom utáni megtorlások irányítóit, az akkori igazságszolgáltatás egyes szereplőit emberiesség elleni bűntettek miatt felelősségre vonatni.